# Krnča
Krnča é um município da Eslováquia, situado no distrito de Topoľčany, na região de Nitra. Tem 18,97 km² de área e sua população em 2018 foi estimada em 1.335 habitantes.

## Demografia
| Ano:        | 1994 | 2004   | 2014   | 2024   |
| ----------- | ---- | ------ | ------ | ------ |
| Broj ljudi: | 1275 | 1299   | 1333   | 1379   |
| Razlika:    |      | +1,88% | +2,61% | +3,45% |

| Ano:               | 2023 | 2024   |
| ------------------ | ---- | ------ |
| Número de pessoas: | 1373 | 1379   |
| Diferença:         |      | +0,43% |